# 1902 في أستراليا
فيما يلي قوائم الأحداث التي وقعت خلال عام 1902 في أستراليا.

## سياسة

### تعيين في المنصب
- 1 يناير – جون لويس عضو المجلس التشريعي لجنوب أستراليا ‏.
- 3 مايو – الكسندر مكدونالد عضو المجلس النيابي لجنوب أستراليا ‏.
- 3 مايو – بيتر ألين عضو المجلس النيابي لجنوب أستراليا ‏.
- 3 مايو – بيل ديني عضو المجلس النيابي لجنوب أستراليا ‏.
- 3 مايو – تشارلز تاكر عضو المجلس النيابي لجنوب أستراليا ‏.
- 3 مايو – توماس برايس عضو المجلس النيابي لجنوب أستراليا ‏.
- 3 مايو – جون شانون عضو المجلس النيابي لجنوب أستراليا ‏.
- 3 مايو – جون ليفينغستون عضو المجلس النيابي لجنوب أستراليا ‏.
- 3 مايو – ديفيد جيمس عضو المجلس النيابي لجنوب أستراليا ‏.
- 3 مايو – ريتشارد باتلر عضو المجلس النيابي لجنوب أستراليا ‏.
- 3 مايو – ريتشارد فوستر عضو المجلس النيابي لجنوب أستراليا ‏.
- 3 مايو – فريدريك ويليام يونغ عضو المجلس النيابي لجنوب أستراليا ‏.
- 3 مايو – هنري دبليو. تومسون عضو المجلس التشريعي لجنوب أستراليا ‏.
- 3 مايو – والتر هيوز دونكان عضو المجلس النيابي لجنوب أستراليا ‏.
- 3 مايو – ويليام غيلبرت عضو المجلس النيابي لجنوب أستراليا ‏.
- 3 مايو – ويليام ميلر عضو المجلس النيابي لجنوب أستراليا ‏.

### انتهاء فترة المنصب
- 1 يناير – جون لويس عضو المجلس التشريعي لجنوب أستراليا ‏.
- 31 مارس – جون دونكان عضو المجلس التشريعي لجنوب أستراليا ‏.
- 2 مايو – الكسندر مكدونالد عضو المجلس النيابي لجنوب أستراليا ‏.
- 2 مايو – إدوين توماس سميث عضو المجلس التشريعي لجنوب أستراليا ‏.
- 2 مايو – إرنست روبرتس عضو المجلس النيابي لجنوب أستراليا ‏.
- 2 مايو – بيل ديني عضو المجلس النيابي لجنوب أستراليا ‏.
- 2 مايو – تشارلز تاكر عضو المجلس النيابي لجنوب أستراليا ‏.
- 2 مايو – توماس برايس عضو المجلس النيابي لجنوب أستراليا ‏.
- 2 مايو – جون شانون عضو المجلس النيابي لجنوب أستراليا ‏.
- 2 مايو – جون ليفينغستون عضو المجلس النيابي لجنوب أستراليا ‏.
- 2 مايو – جون ميلر عضو المجلس النيابي لجنوب أستراليا ‏.
- 2 مايو – روبرت كالدويل عضو المجلس النيابي لجنوب أستراليا ‏.
- 2 مايو – ريتشارد باتلر عضو المجلس النيابي لجنوب أستراليا ‏.
- 2 مايو – ريتشارد فوستر عضو المجلس النيابي لجنوب أستراليا ‏.
- 2 مايو – ريتشارد وود عضو المجلس النيابي لجنوب أستراليا ‏.
- 2 مايو – كليمنت جايلز عضو المجلس النيابي لجنوب أستراليا ‏.
- 2 مايو – هنري آدامز عضو المجلس التشريعي لجنوب أستراليا ‏.
- 2 مايو – والتر هيوز دونكان عضو المجلس النيابي لجنوب أستراليا ‏.
- 2 مايو – ويليام راسيل عضو المجلس النيابي لجنوب أستراليا ‏.
- 2 مايو – ويليام غيلبرت عضو المجلس النيابي لجنوب أستراليا ‏.
- 11 مايو – ماثيو ريد عضو المجلس التشريعي لولاية كوينزلاند ‏.
- 10 يونيو – الكسندر بيكوك Premier of Victoria [الإنجليزية]‏.
- 1 أكتوبر – آرثر روبنسون عضو الجمعية التشريعية  في فيكتوريا ‏.

## مواليد

### يناير
- 1 يناير – إدوارد روت لاعب دوري رغبي أسترالي.
- 1 يناير – تشاس فينل لاعب دوري رغبي أسترالي.
- 1 يناير – فرانك سوندرز لاعب دوري رغبي أسترالي.
- 1 يناير – لاري نيومان لاعب رغبي أسترالي.
- 1 يناير – ليزلي ميلفيل عالم اقتصاد أسترالي.[1]
- 6 يناير – إليس إرفينغ ممثل أسترالي.
- 12 يناير – ويليام هويل لاعب كريكت أسترالي.
- 21 يناير – أندرو هيوز سياسي أسترالي.

### فبراير
- 2 فبراير – ألفرد وايت سياسي أسترالي.
- 12 فبراير – إدغار لويس سياسي أسترالي.
- 20 فبراير – بيلي توماس لاعب كرة قدم أسترالية أسترالي.

### مارس
- 2 مارس – ريتشارد سيسيل كوك قاضي أسترالي.
- 17 مارس – ديف إليمان لاعب كرة قدم أسترالي.
- 25 مارس – والتر كروكر دبلوماسي أسترالي.[2]

### أبريل
- 12 أبريل – جيمس أرنولد سياسي أسترالي.
- 14 أبريل – هيو مكلور سميث[3]
- 15 أبريل – إدوارد فورد طبيب أسترالي.[4]
- 29 أبريل – فرنسيس ستيوارت كاتب أيرلندي.[5]

### مايو
- 2 مايو – ألان مارشال كاتب أسترالي.[6]
- 17 مايو – آرثر مون طبيب أسترالي.
- 18 مايو – إليسون هارفي مهندسة معمارية أسترالية.
- 19 مايو – دوغلاس غرين لاعب كركيت أسترالي.

### يوليو
- 12 يوليو – فيك أرمبراستر لاعب دوري رغبي أسترالي.
- 17 يوليو – كريستينا ستيد[7]

### أغسطس
- 11 أغسطس – لوي بيكرتون لاعبة كرة مضرب أسترالية.

### سبتمبر
- 8 سبتمبر – ألفرد ستيرلينغ دبلوماسي أسترالي.
- 18 سبتمبر – ألان فرازير سياسي أسترالي.[8]
- 22 سبتمبر – ديمفنا كوزاك
- 30 سبتمبر – تيد مارتن لاعب كركيت أسترالي.

### أكتوبر
- 7 أكتوبر – جورج أغار لاعب دوري رغبي أسترالي.
- 14 أكتوبر – ليزلي كامبل لاعب كريكت أسترالي.
- 24 أكتوبر – جون دونوفان سياسي أسترالي.
- 27 أكتوبر – ألين باورز لاعب رغبي أسترالي.

### نوفمبر
- 26 نوفمبر – موس كريستي سبّاح أسترالي.
- 28 نوفمبر – إدغار دوز سياسي أسترالي.

### ديسمبر
- 10 ديسمبر – سيد مالكوم لاعب اتحاد الرغبي أسترالي.
- 24 ديسمبر – جون موريس[9]

## وفيات

### يناير
- 1 يناير – كونستانس ستون (مواليد 1856) طبيبة أسترالية.

### مايو
- 8 مايو – ألبرت تاكر (مواليد 1843) سياسي أسترالي.

### يونيو
- 14 يونيو – ويليام كوبر (مواليد 1810) رجل دين أسترالي.[10]